# Внушительный (миноносец)
«Внушительный» — эскадренный миноносец Российского Императорского флота типа «Форель».

## История корабля
Заказан по судостроительной программе «Для нужд Дальнего Востока». 11 января 1899 года зачислен в списки судов Российского флота, 10 января 1901 года спущен на воду. На испытаниях превысил контрактную скорость на 2 узла. После испытаний длительно ремонтировался во Франции с целью устранения производственных дефектов.
В январе 1902 года начал переход в Порт-Артур, куда прибыл в июле 1903 года. После вхождения в состав Первой Тихоокеанской эскадры был зачислен в Первый отряд миноносцев.
С началом Русско-японской войны «Внушительный» принял активное участие в боевых действиях, неся сторожевую службу на внешнем рейде и совершая разведывательные походы. За первый месяц войны миноносец выходил в море с различными боевыми заданиями 8 раз. 13 февраля 1904 года «Внушительный», возвращаясь из очередной разведки, задержался в бухте Цзинчжоу, где был с рассветом настигнут японскими крейсерами. Находившийся в бухте миноносец «Бесстрашный» смог прорваться в Порт-Артур, однако командир «Внушительного» лейтенант Подушкин посчитал себя отрезанным и под огнём противника повернул назад, отказавшись от прорыва. Достигнув ближайшей бухты, миноносец остановился и был покинут экипажем. По одним данным, он был посажен на мель, по другим — оставался на относительно глубоком месте. В середине дня корабль был расстрелян японским крейсером «Ёсино» и погрузился по верхнюю палубу. Попытки подъёма «Внушительного» продолжались до мая и были прекращены только с падением Цзиньчжоуской позиции. С погибшего миноносца силами команды удалось снять лишь две 47-мм пушки.